# 费尔南多·莫兰·洛佩斯
费尔南多·莫兰·洛佩斯（西班牙語：Fernando Morán López，1926年3月25日—2020年2月19日）是西班牙外交官。1982年至1985年出任费利佩·冈萨雷斯内阁外交大臣。

## 生平
1926年3月25日出生于西班牙北部阿斯图里亚斯地区的阿维莱斯。父母都是土木工程师。他在马德里大学学习法律，在巴黎和倫敦政治經濟學院进修国际关系。1952年进入外交学院。
在佛朗哥时代后期，他创建了人民社会党，以及萨拉曼卡集团。民主转型后，该党并入西班牙工人社会党，1978年当选参议院，代表阿斯图里亚斯。
他在费利佩·冈萨雷斯首相内阁中出任外交大臣。1985年7月4日因为反北约的立场而被迫辞职。其职位由弗朗西斯科·费尔南德斯·奥多涅斯接替。
1985年至1987年，莫兰担任西班牙驻联合国代表。1987年，他当选欧洲议会议员，同时兼任社会党团发言人。他连续两届当选，任期于1999年结束。他还在1994年7月22日至1997年1月15日担任欧盟委员会机构事务委员会主席。
2020年2月19日病逝，享壽93歲。

### 观点
在担任外交部长期间，莫兰积极推进西班牙加入欧盟，参与了相关谈判。1984年，他参与了关于直布罗陀主权归属问题的《布鲁塞尔协定》谈判。另一方面，他主张西班牙退出北约。他是西班牙亲阿拉伯派的代表人物之一。
1983年10月底访问中国，与吴学谦、万里、邓小平举行了会见活动。

### 著作
莫兰还出版了一些关于文艺批评的小说和诗集。最著名的有1999年出版的《隧道底部的光》，以及2002年出版的自传《重写的羊皮书卷：回忆》。